# Theodor Eicke
Theodor Eicke (Hampont, França, 17 de outubro de 1892 - Carcóvia, União Soviética, 26 de fevereiro de 1943) foi um dirigente nazista conhecido por ter participado junto de Michel Lippert ao assassinato de Ernst Röhm, durante a Noite das facas longas. Ocupou o cargo de SS-Obergruppenführer, e comandou Totenkopf da Waffen-SS.
Um dos responsáveis pela criação dos campos de concentração na Alemanha Nazista, foi assassinado em 26 de fevereiro de 1943, durante uma missão na União Soviética.

## Lista de promoções
SS-Mann: 29 de Julho de 1930 
SS-Truppführer: Agosto de 1930
SS-Sturmführer: 11 de Novembro de 1930
SS-Sturmbannführer: 30 de Janeiro de 1931
SS-Standartenführer: 11 de Novembro de 1931
SS-Oberführer: 26 de Outubro de 1932
SS-Brigadeführer: 30 de Janeiro de 1934
SS-Gruppenführer: 11 de Julho de 1934
Generaleutnant der Waffen-SS: Setembro de 1941
SS-Obergruppenführer e General der Waffen-SS: 20 de Abril de 1942